# 新納忠臣
新納 忠臣（にいろ ただおみ）は、室町時代中期の武将。島津氏の家臣。新納氏3代当主。

## 略歴
2代当主・新納実久の子として誕生。
永享13年（1441年）、島津氏が室町幕府6代将軍・足利義教より日向国に潜伏していた義教の弟・大覚寺義昭を討つよう命じられると、主君・島津忠国の命で樺山教久、山田忠尚、北郷持久、本田重恒らと共に討伐に向かい、義昭を自害に追い込んだ。また忠国が弟・用久と対立した時には、忠国を諌めて用久と和解させている。
文安6年（1449年）、死去。家督は子・忠治が継いだ。なお、娘の一人は忠国に嫁ぎ、島津氏10代当主・立久を産んでいる。